# Cotillion Records
Cotillion Records est une filiale du label discographique américain Atlantic Records, actif entre 1968 et 1985.

## Histoire
Le président de Cotillon Records est Henry E. Allen. Ce label fut actif depuis la fin des années 1960 jusque dans les années 1980. Il A produit The Impressions, Brook Benton, Jean Knight, Mass Production, Sister Sledge, The Velvet Underground, Stacy Lattisaw, Mylon LeFevre, Johnny Gill, Emerson, Lake and Palmer, Garland Green, The Dynamics, The Fabulous Counts, Slave, et le Fatback Band.
Ce label fut aussi responsable du lancement de la carrière de Luther Vandross qui était membre du groupe Luther. En 1976, le label commence à se concentrer sur le disco et le RnB. À ce moment-là, les albums du catalogue de Cotillion en dehors de ces genres sont réédités sur Atlantic.
Pour le Record Store Day 2013, Rhino Records sort le coffret 7 pouces Cotillion Records : Soul 45s (1968-1970), avec qui contient 45 tours de Darrell Banks, Otis Clay, Moses Smith et Baby Washington. Il s'agit d'une édition limitée à 2500 exemplaires pour le monde entier.